# Теребовлянська центральна районна бібліотека
Теребовлянська районна бібліотека — бібліотека системи Міністерства культури України.

## Історія бібліотеки
Перша українська публічна бібліотека в Теребовлі була заснована у 1885 році, про що повідомляла газета «Руська правда» в № 2 за 1886 рік. Бібліотека була організована при товаристві «Читальня», бібліотекарем був Семко Дроздик. У 1903 році в Теребовлі створюється товариство «Просвіта», яке мало власні читальні в місті та в селах і містечках повіту. Станом на 1931 рік міська бібліотека мала фонд у кількості 542 книги. В селах було 43 читальні «Просвіти» з фондом 7763 книги, вони отримували 108 примірників часописів. У 1939 році «Просвіта» була ліквідована і закриті всі бібліотеки. 
Нові радянські бібліотеки стали формуватися з 1945 року. Тоді ж було створено районну бібліотеку для дорослих, у 1947 році — районну бібліотеку для дітей та юнацтва (сьогодні це районна дитяча бібліотека).
У 1977 році на Теребовлянщині створюється централізована бібліотечна система, яка включає 71 бібліотеку з фондом 543 тис. примірників. Районна бібліотека та бібліотечна система з року в рік була серед найкращих в області. На базі бібліотеки проводились науково-практичні конференції, семінари-практикуми. Районна бібліотека, бібліотечна система в цілому та її директор неодноразово нагороджувались грамотами Міністерства культури, обласного управління культури. Бібліотека мала власний бібліобус, який обслуговував нестаціонарні пункти в селах району.
З початком Горбачовської перебудови активізувалась масова робота бібліотек по відродженню духовності народу. Використовуючи різні форми роботи, повідомляли читачів про історичних осіб України, імена яких раніше були під забороною, про письменників і їхні твори, які не друкувались. У 2004 році центральна бібліотека, взявши участь у конкурсі «Інтернет для читачів публічних бібліотек. LEAP-IV», оголошеному посольством США в Україні, виграла гранд для бібліотеки. В результаті центральна бібліотека одержали 4 комп'ютери та безкоштовний доступ в Інтернет на два роки.
У травні 2005 року районна бібліотека зустрічала учасників республіканського семінару директорів бібліотек східних регіонів «LEAP: підвищення ролі бібліотек у житті місцевої громади». У 2011 році бібліотеки системи брали участь в конкурсі «Організація нових бібліотечних послуг з використанням вільного доступу до інтернету» програми «Бібліоміст» і перемогли в ньому.
Три бібліотеки-філії — Микулинецька, Плебанівська, Кобиловолоцька та районна для дітей одержали разом 15 комп'ютерів, принтери та сканери.

## Директори
- 1947–1964 — Снітовський Іван Йосипович
- 1967–1993 — Терещенко Надія Захарівна
- від 1993 — Крючиніна Л. Є.

## Інформаційні ресурси
- Бібліотечний фонд ЦРБ — 48015 примірників документів
- Бібліотечний фонд ЦБС — 541164 примірників документів

## Користувачі
- Кількість користувачів ЦРБ — 3377 людей
- Кількість користувачів ЦБС — 35428 людей

## Довідково-бібліографічний апарат
Довідково-біблографічний апарат бібліотеки:
- алфавітний каталог книг,
- систематичний каталог книг,
- краєзнавча картотека статей,
- систематична картотека статей,
- картотека назв художніх творів,
- алфавітно-предметний покажчик